# Günter Becker (Politiker)
Günter Becker (* 6. Mai 1954 in Oberwürzbach) ist deutscher Politiker und Mitglied der CDU.

## Leben
Becker war von 1980 bis 1982 im gehobenen Dienst der allgemeinen Landesverwaltung und ist seit 1983 Diplom-Verwaltungswirt (FH). Er ist verheiratet und hat drei Kinder.

## Partei
Becker war 1971 Gründer der Jungen Union Oberwürzbach und trat im gleichen Jahr der CDU bei. Von 1971 bis 1990 war er Mitglied der Jungen Union. Von 1971 bis 1975 war er Vorsitzender der Jungen Union Oberwürzbach und danach von 1975 bis 1977 Vorsitzender des Stadtverbandes der Jungen Union St. Ingbert. Von 1987 bis 2006 war er stellvertretender Ortsvorsitzender der CDU Niederwürzbach. Derzeit (2007) ist er selbst Ortsvorsitzender der CDU Niederwürzbach. Von 1994 bis 1999 war er stellvertretender Kreisvorsitzender der CDU Saarpfalz, seit 2001 ist er dies erneut. Von 1994 bis 2004 war er Mitglied im Stadtrat von Blieskastel. Von 1999 bis 2017 war er Mitglied des saarländischen Landtages und Vorsitzender im Ausschuss für Inneres, Datenschutz, Familie, Frauen und Sport.

## Politik
Becker sorgte am 14. Oktober 2014 bei einer Aussprache im saarländischen Landtag für einen Eklat, als er Kritiker der saarländischen Flüchtlingspolitik als „Sozialromantiker und Nestbeschmutzer“ bezeichnete.